# Besondere Unterrichtsvorbereitung
Die Besondere Unterrichtsvorbereitung (BUV oder UV) ist eine Prüfungsform im Vorbereitungsdienst der Lehramtsanwärter (LAA) für Grund- und Mittelschulen (Hauptschulen) in Bayern. Sie ist eine Vorstufe zum zweiten Staatsexamen für angehende Lehrkräfte.

## Ablauf
Eine BUV besteht aus drei Einzelstunden, die dem Seminarleiter vorgeführt werden, und zwar aus einer Einzel- und einer Doppelstunde. Die Einzelstunde betrifft üblicherweise das nicht-vertieft studierte Unterrichtsfach, in der Doppelstunde zeigt der LAA dann ein Didaktikfach und ein nicht studiertes Fach. Eine BUV wird nicht benotet, sondern verbal in einem Gutachten beurteilt, das der LAA gegenzeichnen muss. Dieses Gutachten umfasst die erzieherische und unterrichtliche Kompetenz sowie die Handlungs- und Sachkompetenz. Auch die Qualität des Schriftwesens des Anwärters wird hier beurteilt. Die BUV dient somit – im Unterschied zur Lehrprobe – dem Seminarleiter vor allem als Möglichkeit der Beratung und zum Feedback.
Im ersten Ausbildungsabschnitt legt der LAA drei UVs ab, im zweiten Ausbildungsabschnitt nur eine, zusätzlich dazu allerdings die benoteten Lehrproben, die nach dem gleichen Schema ablaufen. Insgesamt zeigt ein LAA also 12 Stunden UV, dazu drei Stunden Lehrprobe.

## Inhalt
Für jede einzelne UV muss neben einem ausführlichen Verlaufsschema eine genaue didaktische Analyse und Sachanalyse geschrieben werden. Genaueres regeln die jeweiligen Seminarleiter.